# Bracon ericeti
Bracon ericeti är en stekelart som beskrevs av Graham 1986. Bracon ericeti ingår i släktet Bracon och familjen bracksteklar. Inga underarter finns listade.